# Bureau d'information de guerre des États-Unis
 (mai 2021).
La mise en forme du texte ne suit pas les recommandations de Wikipédia : il faut le « wikifier ».
Les points d'amélioration suivants sont les cas les plus fréquents :
- Les titres sont pré-formatés par le logiciel. Ils ne sont ni en capitales, ni en gras.
- Le texte ne doit pas être écrit en capitales (les noms de famille non plus), ni en gras, ni en italique, ni en « petit »…
- Le gras n'est utilisé que pour surligner le titre de l'article dans l'introduction, une seule fois.
- L'italique est rarement utilisé : mots en langue étrangère, titres d'œuvres, noms de bateaux, etc.
- Les citations ne sont pas en italique mais en corps de texte normal. Elles sont entourées par des guillemets français : « et ».
- Les listes à puces sont à éviter, des paragraphes rédigés étant largement préférés. Les tableaux sont à réserver à la présentation de données structurées (résultats, etc.).
- Les appels de note de bas de page (petits chiffres en exposant, introduits par l'outil «  Source ») sont à placer entre la fin de phrase et le point final[comme ça].
- Les liens internes (vers d'autres articles de Wikipédia) sont à choisir avec parcimonie. Créez des liens vers des articles approfondissant le sujet. Les termes génériques sans rapport avec le sujet sont à éviter, ainsi que les répétitions de liens vers un même terme.
- Les liens externes sont à placer uniquement dans une section « Liens externes », à la fin de l'article. Ces liens sont à choisir avec parcimonie suivant les règles définies. Si un lien sert de source à l'article, son insertion dans le texte est à faire par les notes de bas de page.
- La présentation des références doit suivre les conventions bibliographiques. Il est recommandé d'utiliser les modèles {{Ouvrage}}, {{Chapitre}}, {{Article}}, {{Lien web}} et/ou {{Bibliographie}}. Le mode d'édition visuel peut mettre en forme automatiquement les références.
- Insérer une infobox (cadre d'informations à droite) n'est pas obligatoire pour parachever la mise en page.

Pour une aide détaillée, merci de consulter Aide:Wikification.
Si vous pensez que ces points ont été résolus, vous pouvez retirer ce bandeau et améliorer la mise en forme d'un autre article.
Le Bureau d'information de guerre des États-Unis (en anglais United States Office of War Information, OWI) est un service fédéral des États-Unis créé peu après l'entrée du pays dans la Seconde Guerre mondiale et dissous peu après (juin 1942–septembre 1945). Il est chargé de la propagande américaine sur trois fronts : intérieur (population civile américaine), extérieur (population civile d'autres pays), militaire (personnels au combat). Le Bureau d'information de guerre crée, diffuse et finance des émissions de radio, des journaux, des affiches, des photographies, des films et tout type de médias. Il dispose de plusieurs bureaux à l'étranger, qui lancent de vastes campagnes de propagande à l'étranger.

## Origines
Le président Franklin D. Roosevelt crée le Bureau d'information de guerre le 13 juin 1942 par décret présidentiel no 9182. Le Bureau d'information de guerre regroupe quatre services déjà existants : le Bureau des faits et chiffres (Office of Facts and Figures), l'Office des publications gouvernementales (Office of Government Reports), la Division de l'information du Bureau de la gestion des urgences (Office for Emergency Management), le Service de l’information extérieure (Foreign Information Service) du Bureau du coordonnateur de l’information (Office of the Coordinator of Information).
Le but est la production d'informations en temps de guerre de meilleure qualité (du point de vue gouvernemental) et un meilleur contrôle de sa diffusion. « Tout semblait se résumer à trois plaintes amères… d'abord, qu'il y avait trop d'informations ; deuxièmement, qu'il n'y en avait pas assez ; et troisièmement, qu'en tout état de cause, elles étaient déroutantes et incohérentes ». En outre, les études d'opinion font remonter que le public américain ignore globalement les raisons de la guerre et se défie des Alliés. Le président Roosevelt crée le Bureau d'information de guerre pour répondre à la fois aux demandes d'information et de clarté, et à la fois pour diminuer l'apathie américaine envers la guerre.

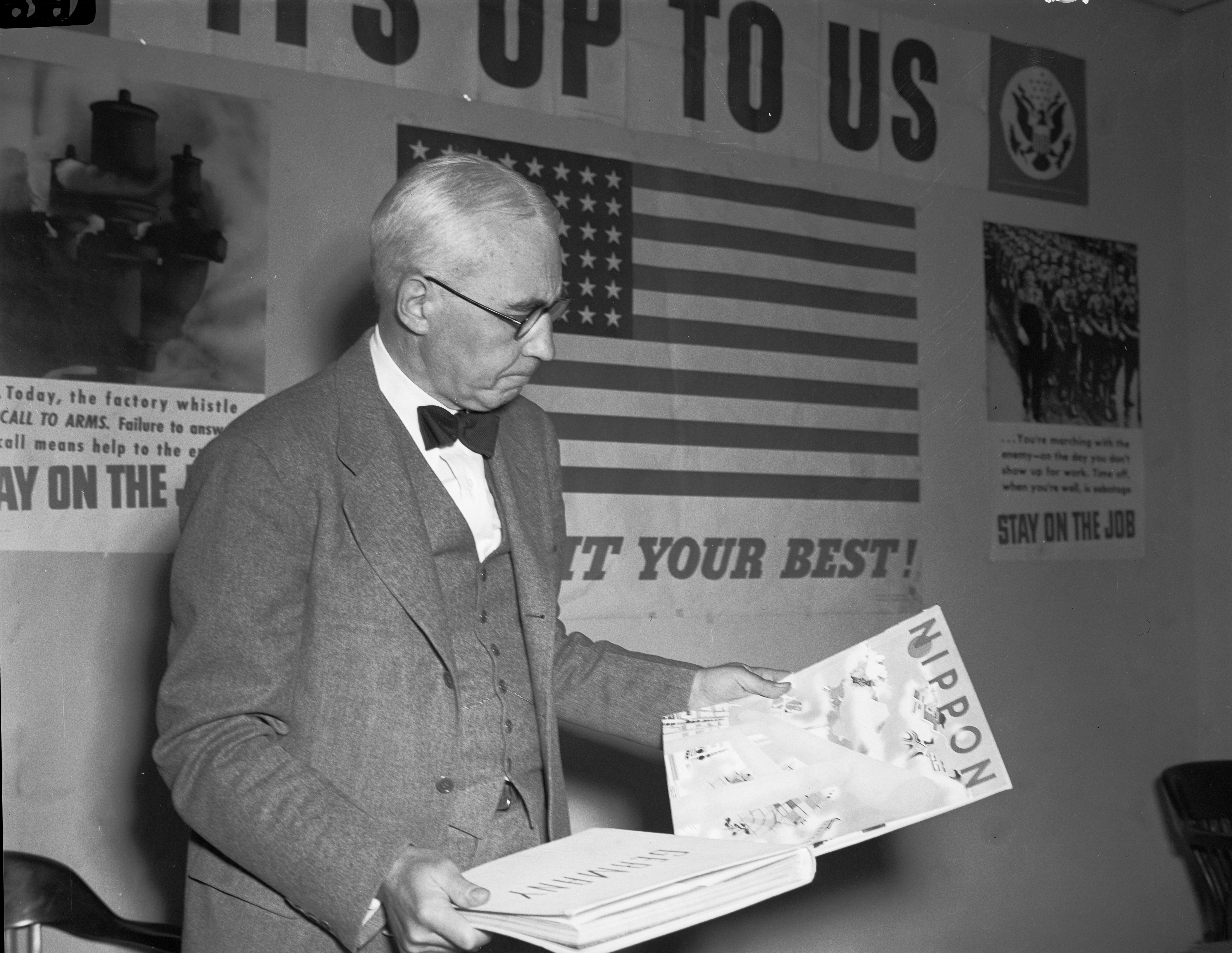
Elmer Davis, directeur du Bureau de l’information de guerre, tient en mains des journaux de propagande nazie et japonaise lors d'une conférence de presse le 6 mars 1943.

La création du Bureau d'information de guerre n'est pas allée sans controverse. La société américaine, et le Congrès des États-Unis en particulier, se méfient de toute propagande, pour plusieurs raisons. Premièrement, la presse craint d'être asphyxiée par une agence centralisée qui serait le seul diffuseur d'informations en temps de guerre. Deuxièmement, les parlementaires craignent la mise en place d'une machine de propagande qui ressemblerait à celle de Goebbels en Allemagne. Troisièmement, la propagande de la Première Guerre mondiale, en particulier celle du Comité de l'information publique (Comité Creel), est vue comme un échec, Et quatrièmement, l'Amérique est alors fortement isolationniste et hésite à lancer une campagne de propagande mondiale qui la conduirait à une guerre mondiale.
Mais l'attaque de Pearl Harbor change la donne. La nécessité d'une information coordonnée et diffusée par l'armée et par l'administration surpasse la crainte d'une propagande américaine mal faite. Le président Roosevelt confie la direction du Bureau d'information de guerre à Elmer Davis, journaliste et vedette de la radio CBS, et lui donne mission de « prendre une part active à la victoire de la guerre et jeter les bases d'un monde meilleur d'après-guerre ». Le Bureau d'information de guerre doit « créer et diffuser, par voie de presse, de radio, du cinéma ou d'autres installations, des programmes d'information destinés à faciliter le développement d'une compréhension éclairée et intelligente, au pays et à l'étranger, de la qualité et des progrès de l'effort de guerre et des politiques, des activités et des objectifs de guerre du gouvernement ». Dès sa création, le Bureau d'information de guerre sépare ses opérations intérieures et outre-mer.

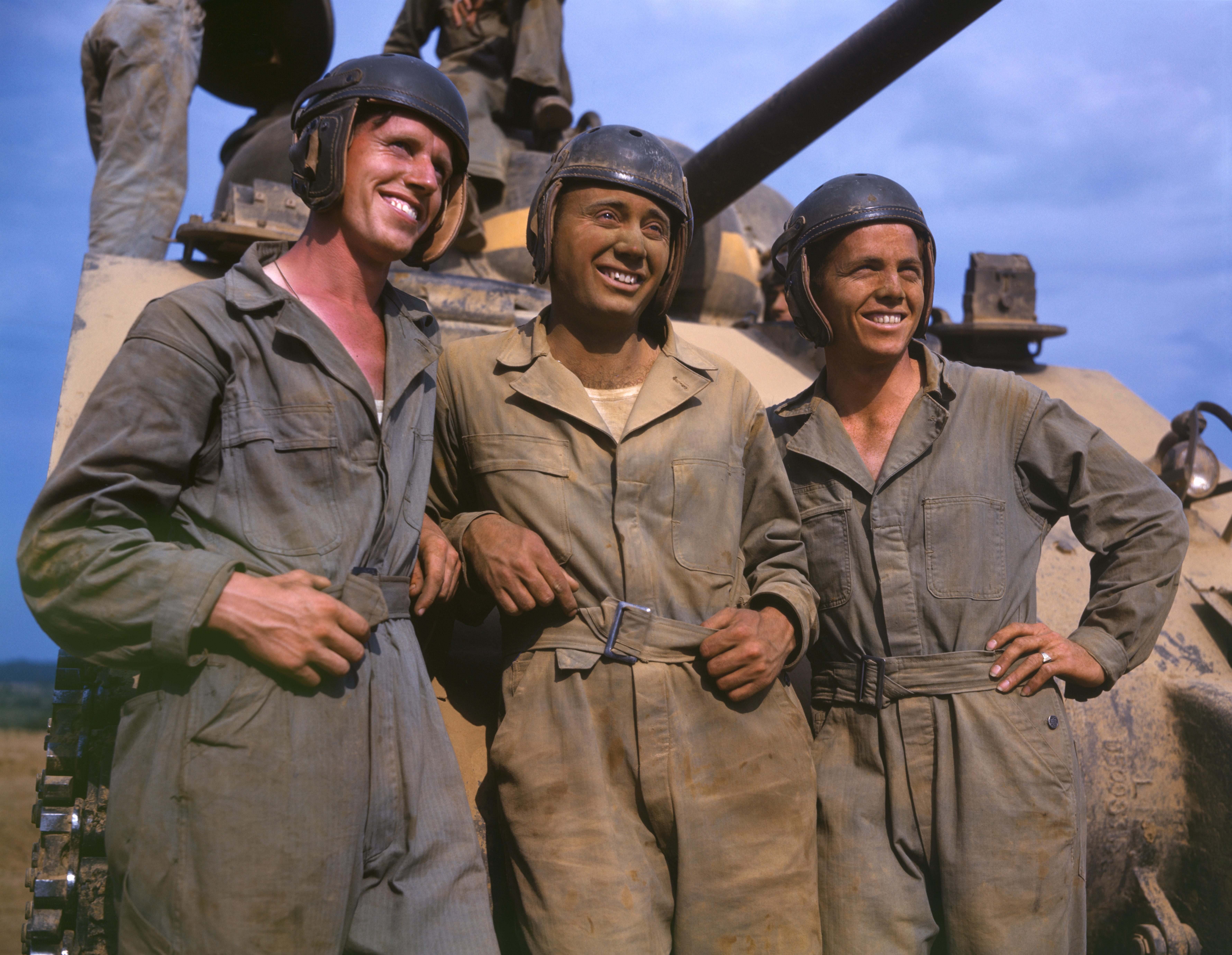
Équipage de char M4 à l'entraînement, à Fort-Knox (source : Bureau d'information de guerre, juin 1942)

## Front intérieur
Pour atteindre le public américain, un Service intérieur de la radio (Domestic Radio Bureau) est créé au sein du Bureau d'information de guerre. Il produit des séries radiophoniques, telles que This is Our Enemy (printemps 1942), qui traite de l'Allemagne, du Japon et de l'Italie ; L'Oncle Sam, qui traite de thèmes nationaux ; et Hasten the Day (août 1943), qui porte sur le “front intérieur”. Le producteur de radio Norman Corwin est engagé pour produire plusieurs séries pour le Bureau d'information de guerre, dont Un Américain en Angleterre, Un Américain en Russie et Passeport pour Adams, mettant en vedette Robert Young, Ray Collins, Paul Stewart et Harry Davenport.
Le Bureau d'information de guerre crée également Voice of America (La Voix de l'Amérique), une station radiophonique internationale, canal officiel de radiodiffusion du gouvernement des États-Unis. Voice of America utilise dans un premier temps les émetteurs des sociétés radiophoniques commerciales. Elle diffuse également des émissions produites par le Service des radios à ondes courtes pour les travailleurs (Labour Short Wave Bureau), en collaboration avec la Fédération américaine du travail et du Congrès des organisations industrielles. En 2021, toujours active, Voice of America revendique 280 millions d'auditeurs dans le monde entier, en plus de 40 langues.
En lien avec l'Autorité de déportation en temps de guerre (War Relocation Authority), le Bureau d'information de guerre produit une série de films documentaires liés à l'internement des Américains d'origine japonaise. Le film Japanese Relocation, parmi d'autres, cherche à contrer le ressentiment anti-japonais, à encourager les internés nippo-américains à se réinstaller à l'extérieur du camp, et à les amener à entrer dans le service militaire. Le Bureau d'information de guerre diffuse également dans les journaux des camps afin de toucher les internés eux-mêmes.

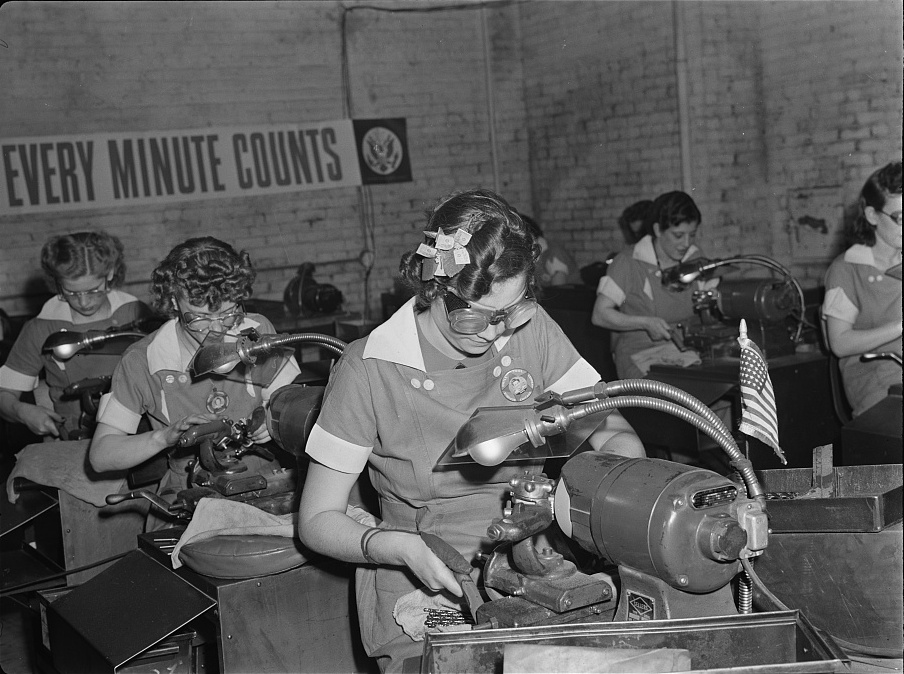
Sur le thème « Rosie la riveteuse », femmes au travail dans un atelier d'aiguisage de forets (source : Republic Drill and Tool Company, Chicago)

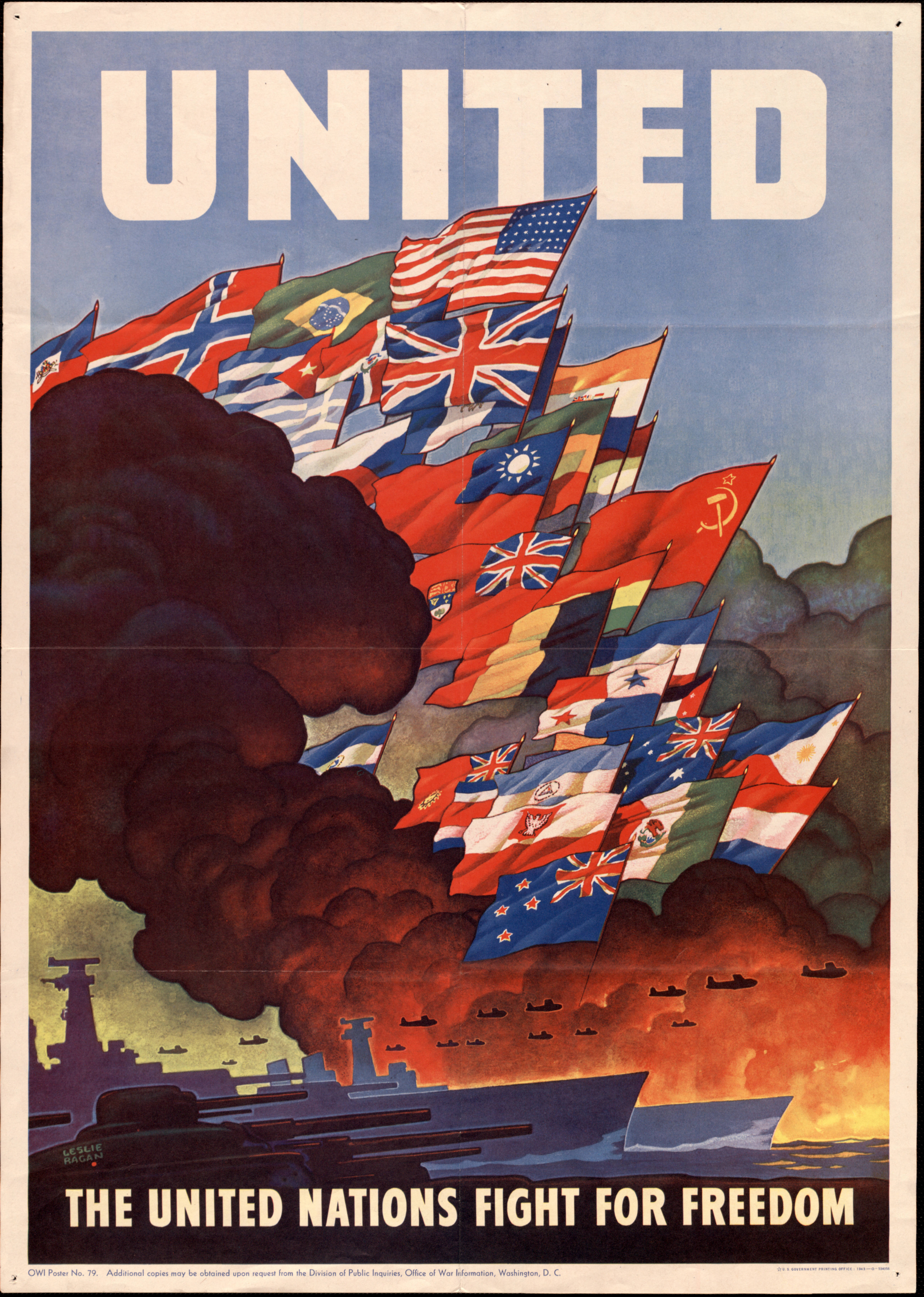
Affiche du bureau d'information de guerre, conçue par Leslie Ragan. 1943.

Le Bureau d'information de guerre se dote de deux unités de prise de vue, dont les photographes documentent la mobilisation, en se concentrant sur des sujets tels que les usines aéronautiques et les femmes dans la main-d'œuvre. Le Bureau d'information de guerre produit une série de 267 films d'actualité en format 16 mm, The United Newsreel, qui sont montrés aux États-unis et à l'étranger. Ces films d'actualité incorporent des images militaires américaines (pour des exemples, consultez cette liste Google)
Un Service de l'image cinématographique (Bureau of Motion Pictures) est créé, et il travaille en étroite collaboration avec les studios de cinéma hollywoodiens pour produire des films compatibles avec les objectifs de guerre. Selon le directeur du Bureau d'information de guerre, « [l]a manière la plus simple d'injecter un élément de propagande dans la tête des gens est de la laisser passer par le biais d'une image divertissante alors qu'ils ne se rendent pas compte qu'ils sont l'objet de la propagande. ». Les films dépeignent les soldats alliés comme de vaillants « combattants de la liberté » et encouragent la participation des civils à ne pas gaspiller le carburant ou à faire des dons aux forces armées.
En juillet 1942, les administrateurs du Bureau d'information de guerre se rendent compte que le meilleur moyen d'atteindre le public américain est de présenter des films de guerre acquis aux valeurs du Bureau d'information de guerre dans le circuit commercial. Le Bureau d'information de guerre devient un interlocuteur privilégié d'Hollywood : en 1943, tous les scénarios de films des grands studios hollywoodiens (à l'exception de Paramount Pictures) sont expertisés par le Bureau d'information de guerre, et éventuellement modifiés, pour promouvoir et mettre en avant la mission des Alliés.

## Front extérieur
Le Service extérieur (Overseas Branch) connaît un grand succès et connaît moins de controverse que les services intérieurs. À l'étranger, le Bureau d'information de guerre crée un Service de guerre psychologique (Psychological Warfare Branch, PWB), qui utilise la propagande pour influencer les forces ennemies dans les zones de combat, en plus d'informer les populations civiles alliées. Une activité intense de distribution de tracts se met en place, en Afrique du Nord, Italie, Allemagne, aux Philippines et au Japon. Ainsi, au Japon, plus de 180 millions de dépliants sont diffusés, dont environ 98 millions pendant les seuls mois d'été de 1945. Quelques exemples de message diffusés en Tunisie : « Vous êtes cernés » ; « La noyade est une mort désagréable » ; en Sicile : « Le moment est venu pour vous de savoir si les Italiens doivent mourir pour Mussolini ou pour Hitler, ou s'ils doivent vivre pour l'Italie et pour la civilisation ».
Le Bureau d'information de guerre utilise aussi la presse. Il publie des magazines spécialisés, tels Victory, distribués à l'étranger où l'on vante le savoir-faire industriel américain tout autant que style de vie américain.
En plus de ces moyens conventionnels de propagande, le Bureau d'information de guerre crée également des « articles spécialisés » (specialty items), comme des paquets de graines, des paquets d'allumettes, des feuilles de papier-savon, des kits de couture… La propagande est plus ou moins subtiles: les paquets de graines portent un drapeau américain et un message imprimé qui identifie le donneur ; les carnets d'allumettes portent l'inscription « Quatre libertés » sur la couverture intérieure (en souvenir des quatre libertés que Roosevelt présente comme fondamentales dès 1941) ; les feuilles de papier-savon portent le message : « De la part de vos amis des Nations alliées. Trempez dans l'eau, utilisez comme du savon. ÔTEZ LA CRASSE NAZIE. » ; le kit de couture comprend des petits coussinets en forme de fessier humain, dont le revers présente le visage caricaturé d'Adolf Hitler ou celui du général japonais Hideki Tojo.

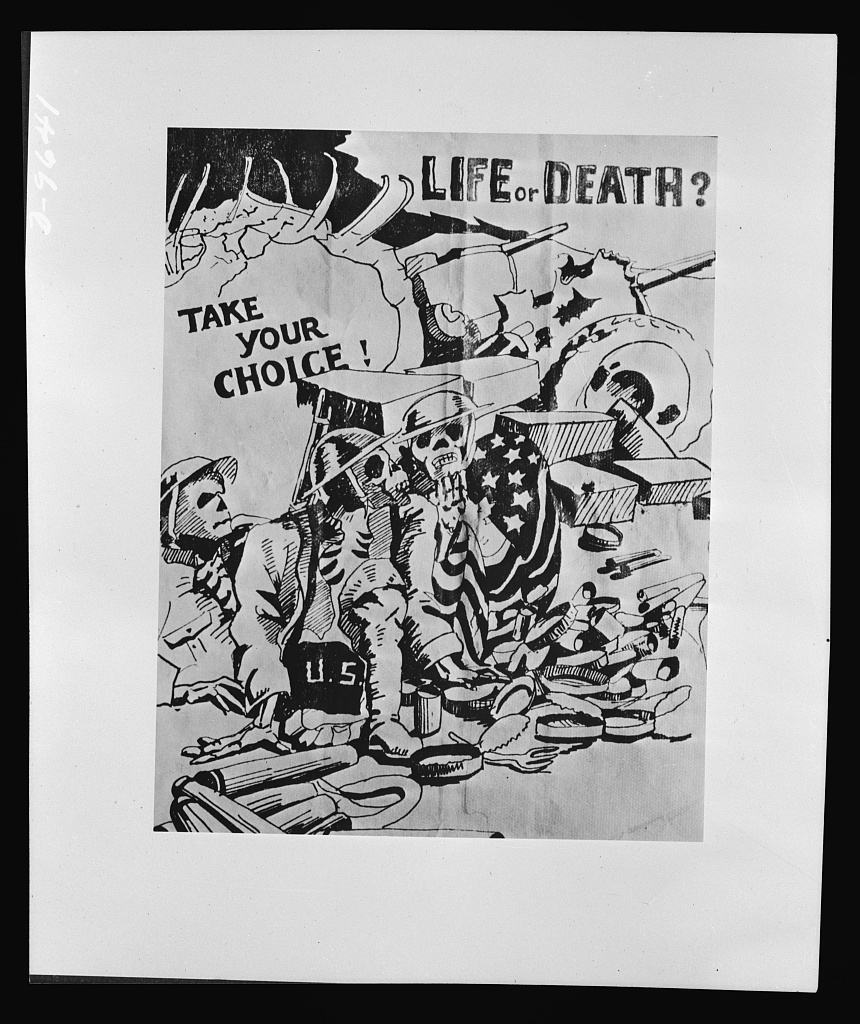
« Vivre ou mourir ? Faites votre choix. » Tract diffusé par le Bureau d'information de guerre aux Philippines, laissant croire à une origine japonaise. Le résultat est que les Philippins mettent tous leurs moyens militaires et humains aux côtés des États-Unis.

Les opérations extérieures du Bureau d'information de guerre ne sont pas les mêmes selon le théâtre des opérations, en Europe ou dans le Pacifique.

### Théâtre des opérations européen
Au Luxembourg, l'opération Annie (Operation Annie) montée par le 12e groupe d'armées consiste au montage d'une station de radio pirate, émettant de 2 h 00 à 6 h 30. De nombreux messages truqués sont diffusés, parmi lesquels des allégations sur des officiers nazis qui cachent leur position désespérée au public allemand, ce qui sème la zizanie parmi les partisans nazis, ou d'autres qui conduisent les forces nazies dans un piège monté par les Alliés. Une attaque factice des Alliés contre le bureau d'Annie Radio est même lancée dans le seul but de renforcer la couverture.

Sur le front de l'Est, le Bureau d'information de guerre tente de ne pas opposer les alliés polonais et soviétiques. Pour entrer en Allemagne, les Soviétiques ont envahi la Pologne sans hésitation, mais les Polonais ne comptent nullement céder leur souveraineté. Le Bureau d'information de guerre doit composer avec ces ambiguïtés, et a le plus grand mal à présenter la nouvelle (jusqu'à mélanger les prononciations des noms de villes). De plus, les Polonais et les Soviétiques critiquent chacun de leur côté la présentation du Bureau d'information de guerre qui, selon elles, idéalise la guerre, occultant le fait que les pertes matérielles et humaines sont lourdement supérieures à celles des États-Unis.

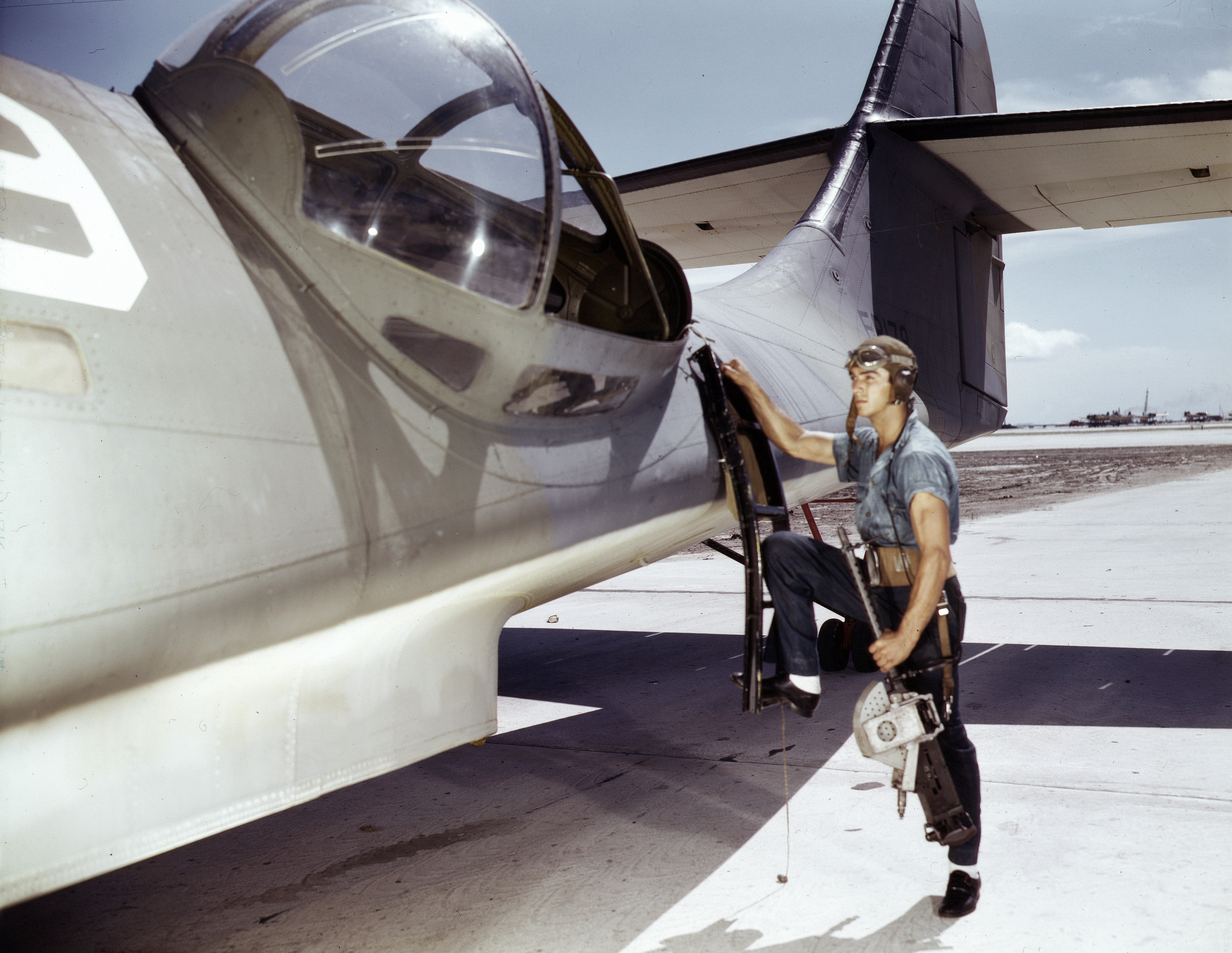
Un armurier installe une mitrailleuse Browning M1919 sur un avion PBY de la Base d'aviation marine Corpus Christi (photo : Howard R. Hollem, aout 1942. Diff. : Bureau d'information de guerre)

### Théâtre des opérations du Pacifique
Le Bureau d'information de guerre organise la propagande de la « Chine libre ». Il cherche à démoraliser l'armée japonaise et à présenter sous leur meilleur angle les objectifs de guerre américains aux yeux du public chinois. Le Bureau d'information de guerre emploie de nombreux Sino-américains et Nippo-américains (Japonais de deuxième génération, appelés Nisei), des prisonniers de guerre japonais, des exilés coréens, etc. pour rassembler, traduire, et transmettre les messages en plusieurs langues à travers le Pacifique. Le Bureau d'information de guerre crée également des réseaux de communication pour le renseignement.
Les choses sont difficiles en Chine et en Inde. En Chine, le Bureau d'information de guerre tente en vain de rester à l'écart du conflit entre nationalistes et communistes. L’administration Roosevelt et les responsables de l’Bureau d'information de guerre se défient de Tchang Kaï-chek, et parallèlement, Tchang Kaï-chek place des espions à l’Bureau d'information de guerre.
En Inde, Américains et Britanniques sont convenus de s'occuper de la (dé)colonisation après la Victoire. Le Bureau d'information de guerre craint que les émissions prônant la libération de tout oppresseur n'incitent à une révolte en Inde et ne compromettent la coopération avec les Britanniques. Cette approche irrite les Indiens, ainsi que le lobby afro-américain sur le sol américain qui pointe là la duplicité de la politique américaine.

## Controverses
Le Bureau d'information de guerre souffre des objectifs contradictoires qu'on lui donne, et d'une mauvaise gestion. Par exemple, Elmer Davis, qui veut « veiller à ce que le peuple américain soit honnêtement informé », se heurte à l'armée qui dissimule systématiquement les informations pour « la sécurité publique ». Les employés du Bureau d'information de guerre expriment leur insatisfaction de « ce qu'ils considèrent comme un détournement des questions fondamentales et complexes de la guerre au profit de manipulation et d'appels formels ». Le 14 avril 1943, plusieurs rédacteurs du Bureau d'information de guerre démissionnent de leurs fonctions et publient une déclaration cinglante dans la presse, expliquant qu'ils ne pensent plus pouvoir donner une image objective de la guerre parce que « les donneurs d'ordre hystériques qui préfèrent un bon mot d'ordre à une information honnête » dictent la politique du Bureau d'information de guerre. L'indécision du président Roosevelt et le soutien hésitant de l'opinion publique à l'égard du Bureau d'information de guerre nuisent à la réputation de l'agence.

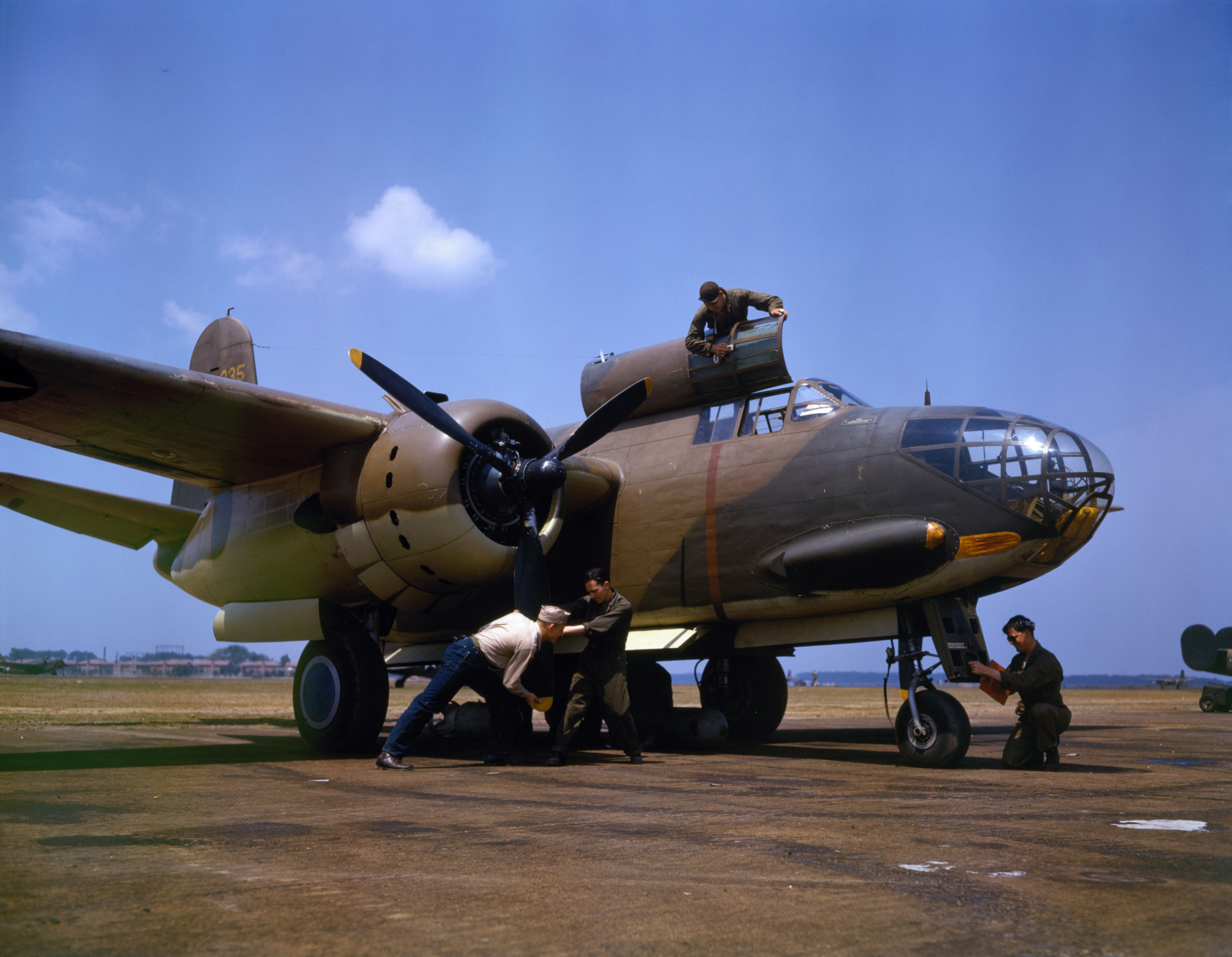
Équipe de maintenance d'un bombardier Douglas A-20 Havoc, au camp d'entraînement de Langley Field. (Source : Bureau d'information de guerre, juillet 1942)

Les parlementaires voient d'un mauvais œil les activités domestiques du Bureau d'information de guerre et réduisent son financement. Le Congrès accuse le Bureau d'information de guerre d'être l'agence de campagne du président Roosevelt et la moindre erreur de communication ou scandale devient un motif de dissolution. En 1943, les crédits du Bureau d'information de guerre sont coupés, puis rétablis à la condition expresse que le travail domestique du Bureau d'information de guerre soit réduit. De nombreux bureaux à l'étranger sont fermés, ainsi que le Service de l'image cinématographique. En 1944, le Bureau d'information de guerre se concentre sur son activité à l'étranger. Le Bureau est finalement supprimé en 1945 et ses services sont affectés à d'autres institution : le ministère des Affaires étrangères accueille les services à l'étranger, l'OSS puis la CIA les services de renseignement, etc.
Après-guerre, la proximité de certains employés du Bureau d'information de guerre avec la politique soviétique est un sujet d'inquiétude important. Certains rédacteurs et journalistes étaient sympathisants ou membres du Parti communiste américain. Le directeur des opérations du Pacifique pour le Bureau d'information de guerre, Owen Lattimore, qui a ensuite accompagné le vice-président américain Henry Wallace lors d'une mission en Chine et en Mongolie en 1944, a été accusé de travailler pour les services soviétiques par le général Alexander Barmine, un transfuge du Renseignement militaire russe, le GRU,, Dans son rapport final, Elmer Davis révèle qu'il a dû licencier 35 employés au motif de sympathies communistes, malgré l'absence de preuve formelle dans les dossiers du FBI. Après la guerre, devenu journaliste de télévision, Davis a défendu fermement ses ex-employés, dont Owen Lattimore, contre les accusations fausses du sénateur McCarthy, de Whittaker Chambers, et d'autres.
Les interceptions du Projet Venona révèlent qu'une analyste du Bureau d'information de guerre active entre septembre 1943 à février 1945, Flora Wovschin, travaillait pour les Soviétiques.

## Dissolution et postérité
Le Bureau d'information de guerre est dissout le 15 septembre 1945 par décret no 9608 du 31 août 1945. Le président Truman fait l'éloge du Bureau d'information de guerre pour sa « contribution exceptionnelle à la victoire » mais ne voit aucune raison de continuer à financer l'office après la guerre. Les bureaux internationaux du Bureau d'information de guerre sont transférés au ministère des Affaires étrangères, au Service d'information des États-Unis (US Information Service) et au Bureau des services stratégiques (OSS) bientôt transformé en Agence centrale du renseignement (CIA)
Malgré une existence troublée, le Bureau d'information de guerre est considérée comme un élément déterminant de la victoire des Alliés et de la mobilisation américaine.

## Membres
Parmi les nombreuses personnes qui ont travaillé pour le Bureau d'information de guerre (en gras pour les francophones) figurent Jay Bennett, Lawrence G. Blochman, Yul Brynner, Esther Bubley, Humphrey Cobb, Nicolas Calas, Sim Copans, Harold Courlander, Alan Cranston, René Étiemble, John Fairbank, Lee Falk, Howard Fast, André Francis, Hazel Gaudet, Alexander Hammid, Edwin Hoyt, Jane Jacobs, Pierre Lazareff, Murray Leinster, Paul Linebarger, Irving Lerner, René Lévesque, Archibald MacLeish, Erika Mann, Adela Milčinović, Charles Olson, Alfred T. Palmer, Gordon Parks, James Reston, Robert Riskin, Louise Rosenblatt, Denis de Rougemont, Arthur Rothstein, Robert de Saint Jean, Waldo Salt, Arthur Schlesinger, Jr., Robert Sherwood, William Stephenson, Roy Stryker, Friedrich Torberg, Harry Torczyner, Virginia Thompson…

## Fonds d'archive
- Aide à la recherche des articles d'Armitage Watkins sur l'Office of War Information à l'université de Columbia. Bibliothèque de livres et de manuscrits rares.